# 阿末扎希起诉马哈迪诽谤案
阿末扎希起诉马哈迪诽谤案是马来西亚目前正在进行的一起法律诉讼。时任巫统主席阿末扎希于2022年4月20日入禀法庭，起诉前任首相马哈迪·莫哈末诽谤。阿末扎希认为马哈迪有关指他曾寻求协助，以解决法庭案件的言论乃恶意诽谤。马哈迪坚持其言论，其代表律师米奥海迪尔（Mior Haidir）指将对诽谤诉讼进行抗辩。吉隆坡高庭择定同年6月17日进行案件管理。

## 主要人物
- 阿末扎希
- 马哈迪·莫哈末

## 背景
2022年2月23日，马哈迪在一项记者会揭露，阿末扎希在他第二次担任首相前到访寻求帮忙解决法庭案件。阿末扎希过后反驳了他的言论，并指示律师发律师信要求道歉。

## 诉讼
2022年4月20日，阿末扎希入禀诉状，否认在马哈迪第二次任相前，曾与后者商谈自己的庭案，或其他任何执法机构的相关调查行动。他表示，马哈迪的言论是恶意、不真实，且未经过证实的诽谤。阿末扎希寻求加重性和惩罚性赔偿，并申请禁令阻止马哈迪、其官员、助理或代理人重复相关诽谤言论，他同时要求马哈迪删除或编辑其在媒体上发表的言论片段。
尽管遭阿末扎希提告诽谤，马哈迪仍透过代表律师转达，他坚持有关阿末扎希向他求助，以撤销后者缠身的法庭贪污案之说。马哈迪首席代表律师米奥海迪尔指出，他们将正面迎战阿末扎希入禀的诉讼案。
吉隆坡高等法庭择订同年6月17日9时聆审起诉人（阿末扎希）的禁令临时暂缓申请，并在同一天为起诉人的传票进行案件管理。
5月17日，马哈迪在提交的宣誓书中声称，阿末扎希曾于2018年6月7日、2018年9月13日、2020年2月23日、2020年2月24日和2020年2月25日共五次与他会面。他说，阿末扎希在这些会面上对自己的法庭案件表达了担忧。马哈迪还附上了该5天的日程表以证明阿末扎希确实与他会面。阿末扎希于5月31日向吉隆坡高庭呈交法庭文件中强调，他之前会晤了马哈迪达5次皆旨在讨论政治局势，而非为了解决其法庭案。
6月17日，高庭择定7月5日聆审阿末扎希的申请，即要求法庭颁布暂时庭令，以阻止马哈迪继续对他发表诽谤言论。7月5日，高庭驳回了阿末扎希的申请。